# Eixugavidres

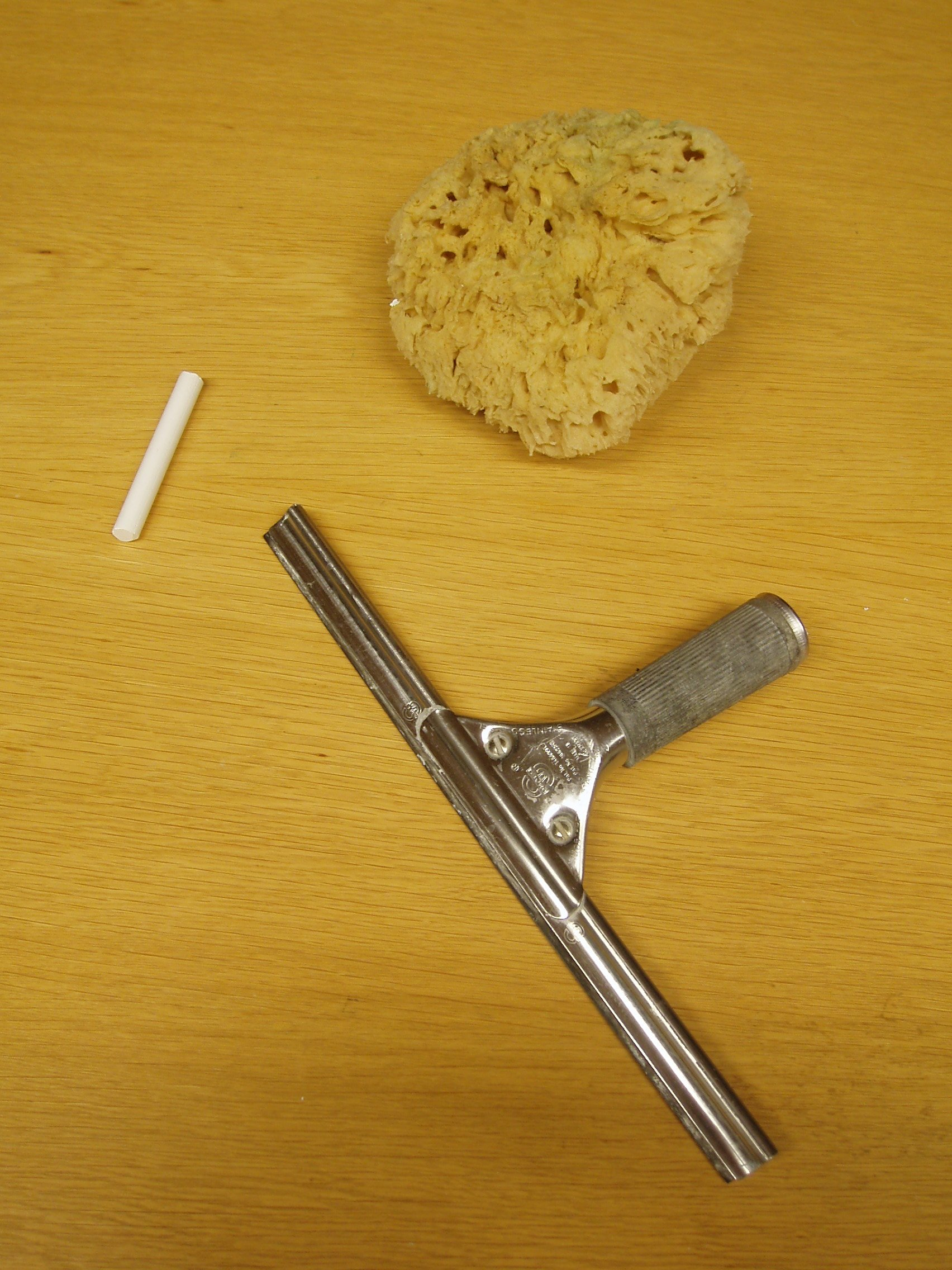
Eixugavidres de mà

L'eixugavidres o torcavidres és un element de perfil plàstic extrudit de PVC i banda de cautxú vulcanitzada, molt tou, indeformable i no trencadís, unit a un mànec de fusta o un tub de metall que s'utilitza per a eixugar l'aigua dels vidres i també dels sòls polits. Generalment s'empra associat a un drap o fregall. Va precedir en molts països l'ús del mànec de fregar.
En anglès se utilitza el mateix terme per a la imatge neteja-vidre i per al secador. El neteja-vidre és de creació anterior, tenint exemples al segle xix.

## Història
L'eixugavidres és de creació antiga, havent-n'hi exemples ja al segle xix. D'altra banda, en països tropicals s'empra l'eixugavidres en lloc del mànec de fregar, potser a causa del material diferent del sòl, essent el mànec de fregar usat per a terres de fusta i l'eixugavidres per a terres de rajola, ciment, etc. Abans de la invenció, els eixugavidres s'improvisaven. Eren fets d'un llistó de fusta amb una ranura, amb una goma clavada dins d'aquesta, que generalment era de pneumàtic d'automòbil tallat en el llarg de la fusta, i es construïen tan malament que se n'anava el mànec o la goma, i calia adobar-ho constantment. Això era fruit de l'aparellament del llistó amb la goma vulcanitzada. Constatant com es modelava la goma en les matrius i l'afluència que tenia ocupant les cavitats del motlle es va pensar que podria ser d'una sola peça, i no hauria d'anar clavat al mànec, sinó endollata una peça de goma; la llengüeta no es desprendria perquè seria part del cos i la rigiditat seria donada per una vareta metàl·lica dins del cos. I així va ser feta finalment tot d'una sola peça.

## Galeria

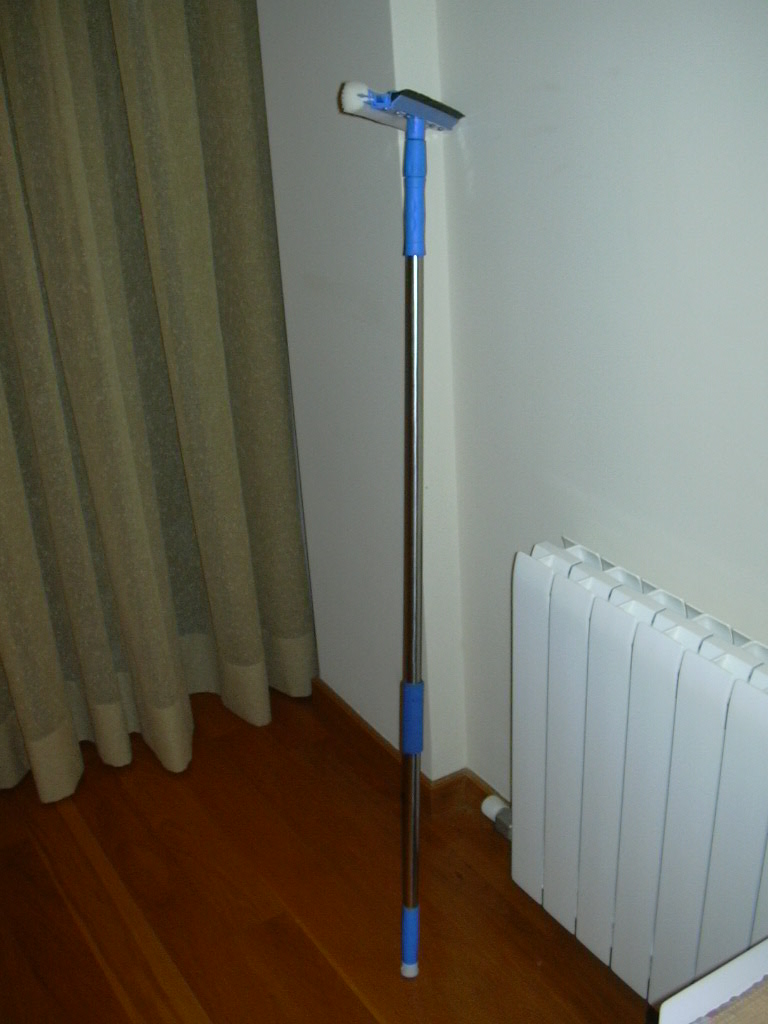
Eixugavidres europeu.
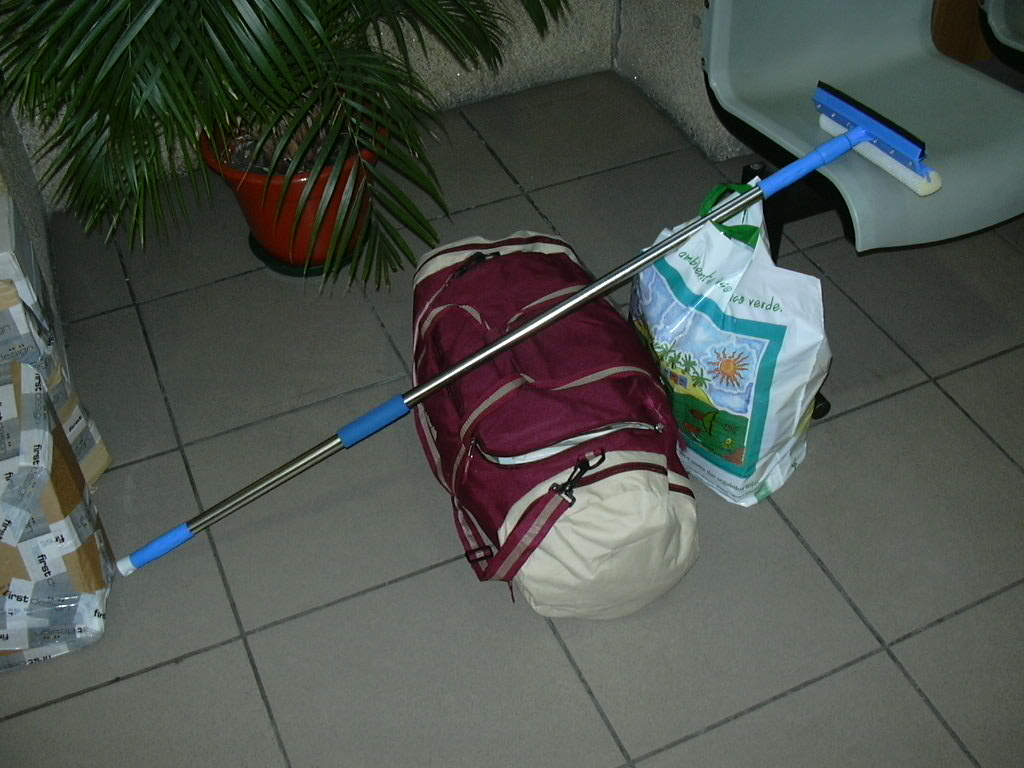
Eixugavidres europeu vist d'un altre angle.
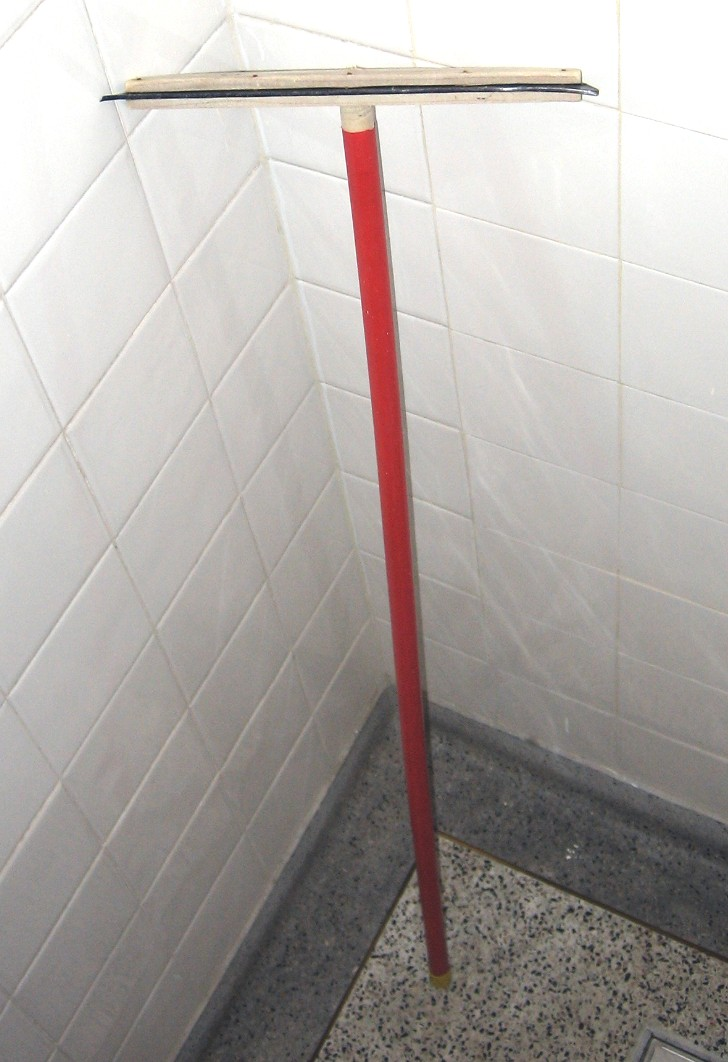
Eixugavidres de mànec
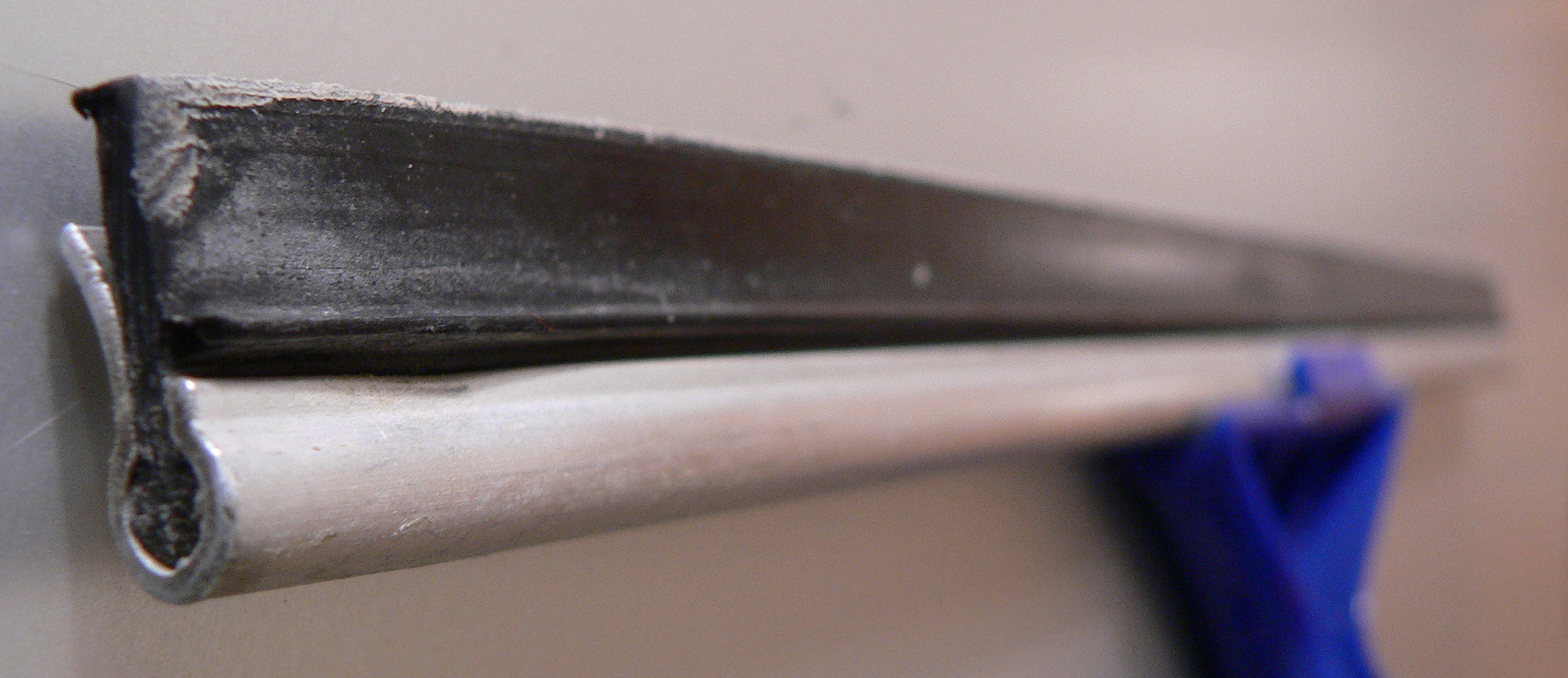
Eixugavidres amb una part ferma d'alumini.